# Selm
Selm är en stad i Kreis Unna i Regierungsbezirk Arnsberg i förbundslandet Nordrhein-Westfalen i Tyskland.